# Copa Asiática Femenina de la AFC de 2008
La Copa Asiática Femenina de la AFC de 2008 fue la 16.a edición del máximo torneo de selecciones femeninas absolutas ogranizado por la Confederación Asiática de Fútbol (AFC). Se realizó en Vietnam, entre el 28 de mayo al 8 de junio de 2008.

## Formato de competición
El torneo consistió en dos grupos de 4 equipos cada uno, donde los 2 mejores de cada grupo avanzaron a la segunda ronda. Los cuatro mejores equipos se medirán en encuentros de eliminación directa; semifinales, partido por el 3º lugar y final. 

## Selecciones participantes
| Selecciones participantes | Selecciones participantes | Selecciones participantes | Selecciones participantes |
| ------------------------- | ------------------------- | ------------------------- | ------------------------- |
| Australia                 | China                     | China Taipéi              | Corea del Norte           |
| Corea del Sur             | Japón                     | Tailandia                 | Vietnam                   |

## Sedes
| Ciudad Ho Chi Minh |                      |
| Estadio Thống Nhất | Estadio del Ejército |
| Aforo: 15 000      | Aforo: 25 000        |
|                    |                      |

## Fase de grupos
- Los horarios corresponden a la hora de Vietnam (UTC+7).

### Grupo A
| Equipo          | Pts | PJ | PG | PE | PP | GF | GC | Dif |
| --------------- | --- | -- | -- | -- | -- | -- | -- | --- |
| Corea del Norte | 9   | 3  | 3  | 0  | 0  | 9  | 0  | 9   |
| China           | 6   | 3  | 2  | 0  | 1  | 6  | 2  | 4   |
| Vietnam         | 3   | 3  | 1  | 0  | 2  | 1  | 4  | -3  |
| Tailandia       | 0   | 3  | 0  | 0  | 3  | 1  | 11 | -10 |

| 28 de mayo | Corea del Norte                                                           | 5:0 (3:0) | Tailandia | Estadio Thống Nhất, Ciudad Ho Chi Minh                  |                                                         |
| 17:00      | Kim Kyong-hwa 8' 39' · Ri Kum-suk 30' · Ri Un-suk 51' · Kim Yong-ae 90+1' | Reporte   |           | Asistencia: 2,000 espectadores Árbitro(s): Tammy Ogston | Asistencia: 2,000 espectadores Árbitro(s): Tammy Ogston |

| 28 de mayo | China       | 1:0 (1:0) | Vietnam | Estadio Thống Nhất, Ciudad Ho Chi Minh                 |                                                        |
| 19:30      | Xu Yuan 31' | Reporte   |         | Asistencia: 5,500 espectadores Árbitro(s): Hong Eun-ah | Asistencia: 5,500 espectadores Árbitro(s): Hong Eun-ah |

| 30 de mayo | Vietnam | 0:3 (0:2) | Corea del Norte                             | Estadio Thống Nhất, Ciudad Ho Chi Minh                 |                                                        |
| 17:00      |         | Reporte   | Ri Un-gyong 11' (pen.) · Ri Kum-suk 39' 67' | Asistencia: 1,700 espectadores Árbitro(s): Hong Eun-ah | Asistencia: 1,700 espectadores Árbitro(s): Hong Eun-ah |

| 30 de mayo | Tailandia       | 1:5 (1:3) | China                                                     | Estadio Thống Nhất, Ciudad Ho Chi Minh                |                                                       |
| 19:30      | Nisa Romyen 37' | Reporte   | Liu Sa 11' · Qu Feifei 20' 73' · Xu Yuan 22' · Pu Wei 86' | Asistencia: 300 espectadores Árbitro(s): Baba Sachiko | Asistencia: 300 espectadores Árbitro(s): Baba Sachiko |

| 1 de junio | China | 0:1 (0:1) | Corea del Norte | Estadio del Ejército, Ciudad Ho Chi Minh              |                                                       |
| 18:30      |       | Reporte   | Ri Un-gyong 34' | Asistencia: 200 espectadores Árbitro(s): Tammy Ogston | Asistencia: 200 espectadores Árbitro(s): Tammy Ogston |

| 1 de junio | Vietnam              | 1:0 (0:0) | Tailandia | Estadio Thống Nhất, Ciudad Ho Chi Minh                  |                                                         |
| 18:30      | Đoàn Thị Kim Chi 70' | Reporte   |           | Asistencia: 2,500 espectadores Árbitro(s): Baba Sachiko | Asistencia: 2,500 espectadores Árbitro(s): Baba Sachiko |

### Grupo B
| Equipo        | Pts | PJ | PG | PE | PP | GF | GC | Dif |
| ------------- | --- | -- | -- | -- | -- | -- | -- | --- |
| Japón         | 6   | 3  | 2  | 0  | 1  | 15 | 4  | 11  |
| Australia     | 6   | 3  | 2  | 0  | 1  | 7  | 3  | 4   |
| Corea del Sur | 6   | 3  | 2  | 0  | 1  | 5  | 3  | 2   |
| China Taipéi  | 0   | 3  | 0  | 0  | 3  | 0  | 17 | -17 |

| 29 de mayo | Australia                                       | 4:0 (2:0) | China Taipéi | Estadio Thống Nhất, Ciudad Ho Chi Minh               |                                                      |
| 17:00      | Garriock 19', 42' · Tristram 51' · De Vanna 82' | Reporte   |              | Asistencia: 600 espectadores Árbitro(s): Ri Hong-sil | Asistencia: 600 espectadores Árbitro(s): Ri Hong-sil |

| 29 de mayo | Japón        | 1:3 (1:2) | Corea del Sur                            | Estadio Thống Nhất, Ciudad Ho Chi Minh                 |                                                        |
| 19:30      | Nagasato 10' | Reporte   | Cha Yun-hee 18' · Park Hee-young 31' 54' | Asistencia: 600 espectadores Árbitro(s): Bentla D'Coth | Asistencia: 600 espectadores Árbitro(s): Bentla D'Coth |

| 31 de mayo | China Taipéi | 0:11 (0:2) | Japón | Estadio Thống Nhất, Ciudad Ho Chi Minh                     |                                                            |
| 17:00      |              | Reporte    | Sameshima 21' · Utsugi 29' 65' · Ando 51' · Arakawa 55' · Maruyama 66' 89' · Goto 76' · Kato 81' · Lee Hsiu-chin 82' (a.g.) · Nagasato 90+1' | Asistencia: 300 espectadores Árbitro(s): Pannipar Kamnueng | Asistencia: 300 espectadores Árbitro(s): Pannipar Kamnueng |

| 31 de mayo | Corea del Sur | 0:2 (0:1) | Australia                | Estadio Thống Nhất, Ciudad Ho Chi Minh                 |                                                        |
| 19:30      |               | Reporte   | Perry 30' · De Vanna 69' | Asistencia: 300 espectadores Árbitro(s): Bentla D'Coth | Asistencia: 300 espectadores Árbitro(s): Bentla D'Coth |

| 2 de junio | Australia        | 1:3 (0:2) | Japón                               | Estadio Thống Nhất, Ciudad Ho Chi Minh               |                                                      |
| 17:00      | Polkinghorne 70' | Reporte   | Ando 8' · Nagasato 33' · Miyama 50' | Asistencia: 300 espectadores Árbitro(s): Ri Hong-sil | Asistencia: 300 espectadores Árbitro(s): Ri Hong-sil |

| 2 de junio | Corea del Sur                      | 2:0 (1:0) | China Taipéi | Estadio del Ejército, Ciudad Ho Chi Minh                   |                                                            |
| 17:00      | Kim Yoo-mi 23' · Kim Soo-yun 90+2' | Reporte   |              | Asistencia: 250 espectadores Árbitro(s): Pannipar Kamnueng | Asistencia: 250 espectadores Árbitro(s): Pannipar Kamnueng |

## Segunda fase
|  | Semifinales                    | Semifinales                    |   |                                | Final                          | Final |  |
|  |                                |                                |   |                                |                                |       |  |
|  |                                |                                |   |                                |                                |       |  |
|  | Ciudad Ho Chi Minh, 5 de junio |                                |   |                                |                                |       |  |
|  | Corea del Norte                | 3                              |   |                                |                                |       |  |
|  | Australia                      | 0                              |   |                                |                                |       |  |
|  |                                |                                |   |                                |                                |       |  |
|  |                                |                                |   |                                | Ciudad Ho Chi Minh, 8 de junio |       |  |
|  |                                |                                |   |                                | Corea del Norte                | 2     |  |
|  |                                | China                          | 1 |                                |                                |       |  |
|  |                                |                                |   |                                |                                |       |  |
|  |                                |                                |   |                                |                                |       |  |
|  |                                |                                |   |                                | Tercer lugar                   |       |  |
|  | Ciudad Ho Chi Minh, 5 de junio | Ciudad Ho Chi Minh, 5 de junio |   | Ciudad Ho Chi Minh, 8 de junio | Ciudad Ho Chi Minh, 8 de junio |       |  |
|  | Japón                          | 1                              |   | Australia                      | 0                              |       |  |
|  | China                          | 3                              |   |                                | Japón                          | 3     |  |

### Semifinal
| 5 de junio de 2008 | Corea del Norte       | 3:0 (2:0) | Australia | Estadio Thống Nhất, Ciudad Ho Chi Minh                       |                                                              |
| 16:00              | Ri Kum-suk 2' 41' 60' | Reporte   |           | Asistencia: 2.700 espectadores Árbitro(s): Pannipar Kamnueng | Asistencia: 2.700 espectadores Árbitro(s): Pannipar Kamnueng |

| 5 de junio de 2008 | Japón    | 1:3 (0:0) | China                              | Estadio Thống Nhất, Ciudad Ho Chi Minh                   |                                                          |
| 19:00              | Sawa 47' | Reporte   | Wang Dandan 63' 68' · Han Duan 75' | Asistencia: 1.000 espectadores Árbitro(s): Bentla D'Coth | Asistencia: 1.000 espectadores Árbitro(s): Bentla D'Coth |

### Tercer puesto
| 8 de junio de 2008 | Australia | 0:3 (0:1) | Japón                                | Estadio Thống Nhất, Ciudad Ho Chi Minh                 |                                                        |
| 16:00              |           | Reporte   | Nagasato 15' · Miyama 78' · Sawa 86' | Asistencia: 1.200 espectadores Árbitro(s): Hong Eun-ah | Asistencia: 1.200 espectadores Árbitro(s): Hong Eun-ah |

### Final
| 8 de junio de 2008 | Corea del Norte                 | 2:1 (0:1) | China      | Estadio Thống Nhất, Ciudad Ho Chi Minh                  |                                                         |
| 19:00              | Ri Kum-suk 55' · Ri Yong-ae 68' | Reporte   | Bi Yan 12' | Asistencia: 2.500 espectadores Árbitro(s): Sachiko Baba | Asistencia: 2.500 espectadores Árbitro(s): Sachiko Baba |

|                                     |
|                                     |
| Campeón Corea del Norte 3.er título |

## Goleadoras
7 goles
- Ri Kum-suk

4 goles
- Yuki Nagasato

2 goles
- Heather Garriock
- Lisa De Vanna
- Qu Feifei
- Wang Dandan
- Xu Yuan
- Park Hee-young
- Aya Miyama
- Homare Sawa
- Karina Maruyama
- Kozue Ando
- Rumi Utsugi
- Kim Kyong-hwa
- Ri Un-gyong

1 gol
- Clare Polkinghorne
- Ellyse Perry
- Jenna Tristram
- Bi Yan
- Han Duan
- Liu Sa
- Pu Wei
- Aya Sameshima
- Eriko Arakawa
- Michi Goto
- Tomoe Kato
- Cha Yun-hee
- Kim Soo-yun
- Kim Yoo-mi
- Kim Yong-ae
- Ri Un-suk
- Ri Yong-ae
- Nisa Romyen
- Đoàn Thị Kim Chi

1 autogol
- Lee Hsiu-chin (contra Japón)